# Ferdinand Becker
Pour les articles homonymes, voir Becker.
Ferdinand Becker, né le 3 juillet 1846 à Mainz-Gonsenheim près de Mayence et mort le 21 août 1877 à Munich, est un peintre hessois.

## Biographie
Ferdinand Becker naît le 3 juillet 1846 à Gonsenheim.
Il étudie d'abord avec August Gustav Lasinsky, puis rejoint l'Institut Städel, où il est élève de Steinle. L'une de ses meilleures œuvres est Le Juif, qu'il expose à Dresde en 1874 et qui est achetée par le musée de la gravure.
Ferdinand Becker meurt le 21 août 1877 à Munich.